# Bohuslav Všetička
 Bohuslav Dimitrij Všetička  (ur. 25 września 1893 w Náchodzie; zm. 19 sierpnia 1942 w Berlinie) – czeski generał.

## Biogram
Przed wybuchem I wojny światowej oficer armii austro-węgierskiej; absolwent Technicznej Akademii Wojskowej w Mödling.
We wrześniu 1914 r. w niewoli rosyjskiej. W latach 1915–16 walczył jako ochotnik w armii serbskiej, z którą przeszedł odwrót do Albanii.
Z 1916 r. oficer Korpusu Czechosłowackiego w Rosji. W stopniu pułkownika dowodził w latach 1919-20 sztabem wojska czechosłowackiego w Rosji.
Z 1920 r. pełnił różne funkcje w artylerii wojskowej – komendant brygady lekkiej artylerii (1920-25), komendant polowej brygady artylerii (1925-30), komendant uczelni artyleryjskiej (1930-33), dowódca ziemskiej artylerii w Brnie (1933-37) i dowódca dywizji w Trenczynie (1937-39). Od 1928 r. generał brygady.
Współzałożyciel Obrony Narodu i w latach 1939-40 jej ziemski dowódca na Morawach. W 1940 r. aresztowany przez Gestapo i stracony w Berlinie.

## Odznaczenia
- Order Sokoła z mieczami
- Krzyż Wojenny Czechosłowacki 1914-1918
- Krzyż Wojenny Czechosłowacki 1939 – 1946, pośmiertnie
- Czechosłowacki Medal Rewolucyjny
- Order św. Anny II Klasy – 1918, Imperium Rosyjskie